# Bruno Junqueira

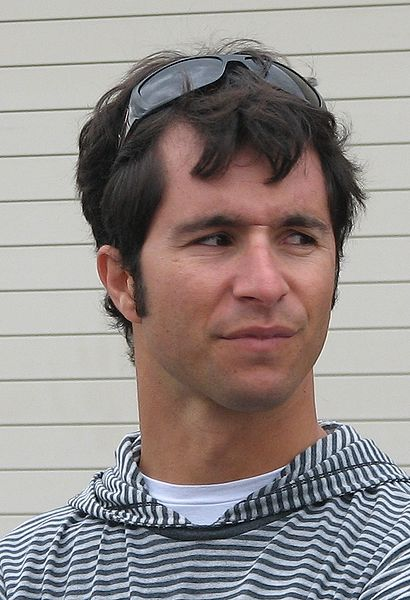
Bruno Junqueira (2009)

Bruno Junqueira (* 4. November 1976 in Belo Horizonte) ist ein ehemaliger brasilianischer Automobilrennfahrer.
Er gewann 1997 die südamerikanische Formel 3. Von 1998 bis 2000 war er in der Formel 3000 aktiv und entschied in seiner letzten Saison die Meisterschaft für sich. Junqueira trat von 2001 bis 2007 in der Champ-Car-Serie an und wurde dreimal (2002–2004) Gesamtzweiter. Er startete in 101 Rennen und gewann acht davon. Von 2001 bis 2011 nahm Junqueira zudem an einigen Veranstaltungen der IndyCar Series teil.

## Karriere

### Kartsport und Formel 3 (1987–1997)
Junqueira begann seine Motorsportkarriere 1987 im Kartsport, in dem er bis 1993 aktiv blieb. 1994 debütierte Junqueira im Formelsport und startete in der brasilianischen Formel-3-Meisterschaft. Er beendete seine Debütsaison auf dem vierten Platz im Gesamtklassement.
1995 trat Junqueira in der südamerikanischen Formel-3-Meisterschaft an. Er gewann ein Rennen und wurde Fünfter in der Fahrerwertung. In seiner zweiten südamerikanischen Formel-3-Saison gewann er abermals ein Rennen. Im Gesamtklassement erreichte er den sechsten Rang. 1997 absolvierte er seine dritte Saison in der südamerikanischen Formel-3-Meisterschaft. Junqueira gewann sechs von zwölf Rennen und entschied den Titelkampf mit 171 zu 139 Punkten vor Gabriel Furlán für sich.

### Formel 3000 (1998–2000)
1998 verließ Junqueira Südamerika in Richtung Europa. Er startete für den Rennstall Draco Engineering in der internationalen Formel-3000-Meisterschaft und war Teamkollege von Giovanni Montanari. Mit einem fünften Platz als bestes Resultat war Junqueira der einzige Pilot im Team, der Punkte holte. In der Meisterschaft lag er auf dem 18. Platz.
1999 wechselte Junqueira innerhalb der Formel 3000 zum zweiten Team von Super Nova Racing, das zunächst Den Blå Avis und schließlich Petrobras Junior Team hieß. In den ersten vier Rennen erzielte er zweimal Punkte und beim fünften Rennen in Silverstone folgte mit einem zweiten Platz seine erste Podest-Platzierung. Nachdem er beim anschließenden Rennen an der Qualifikation gescheitert war, entschied er auf dem Hockenheimring das Rennen für sich. In der Meisterschaft belegte er mit 20 Punkten den fünften Rang. Damit setzte er sich gegen seinen Teamkollegen und Landsmann Max Wilson, der mit 14 Punkten Achter wurde, durch. Darüber hinaus war Junqueira 1999 Formel-1-Testfahrer bei Williams.
Für die Formel-1-Saison 2000 ließ Williams Junqueira und Jenson Button in einem Duell um ein Formel-1-Cockpit gegeneinander fahren. Button entschied es für sich und Junqueira blieb Williams-Testfahrer. Rennen fuhr Junqueira erneut in der Formel 3000, wo er 2000 seine dritte Saison absolvierte. Er blieb beim Petrobras Junior Team, dem zweiten Super-Nova-Rennstall. Bei den ersten fünf Rennen stand er viermal auf dem Podium und gewann dabei die Rennen in Barcelona, Nürburg und Monte Carlo. In den nächsten vier Rennen gelang es ihm allerdings nur mit einem Sieg auf dem Hungaroring weitere Punkte zu holen, während Nicolas Minassian, sein Titelrivale, der fürs erste Super-Nova-Team fuhr, Punkte gut machte. Vor dem letzten Saisonrennen stand es in der Punktewertung 48 zu 41 für Junqueira. Minassian musste das letzte Rennen gewinnen, um eine theoretische Titelchance zu haben. Fernando Alonso gewann das Rennen, während Minassian Dritter und Junqueira Neunter wurde. Damit entschied Junqueira den Formel-3000-Europameistertitel für sich.

### Champ Car / IndyCar (2001–2008)

#### Ganassi (2001–2002)
2001 wechselte Junqueira zu Chip Ganassi Racing in die nordamerikanische CART-Serie und fuhr einen Lola-Toyota. Sein Teamkollege war zunächst sein ehemaliger Formel-3000-Rivale Minassian, der jedoch nach dem siebten Rennen durch den CART-erfahreneren Rennfahrer Memo Gidley ersetzt wurde. Junqueira gewann das Rennen in Elkhart Lake und wurde 16. in der Gesamtwertung. Hinter Scott Dixon war er der zweitbeste Rookie. Während er sich teamintern gegen Minassian durchsetzte, unterlag er Gidley. Darüber hinaus nahm Junqueira für Chip Ganassi Racing in einem G-Force-Oldsmobile-Aurora am Indianapolis 500, einem Rennen der Indy Racing League, teil. Er wurde bei seinem Debüt nicht überrundet und wurde als Fünfter hinter Jimmy Vasser zweitbester Ganassi-Pilot. Zudem wurde er hinter dem Sieger Hélio Castroneves zweitbester Rookie in diesem Rennen.
2002 blieb Junqueira bei Chip Ganassi Racing. Kenny Bräck, der Vizemeister der Vorsaison, wurde sein neuer Teamkollege und auch Dixon startete ab dem vierten Rennen für Ganassi. Er gewann die Rennen in Motegi und Denver und wurde mit 164 zu 237 Punkten Vizemeister hinter seinem Landsmann Cristiano da Matta. Außerdem nahm er, diesmal in einem G-Force-Chevrolet, für Ganassi am Indianapolis 500 teil. Dabei erzielte er die Pole-Position. Im Rennen schied er jedoch mit Getriebeproblemen aus.

#### Newman/Haas (2003–2006)
Für die CART-Saison 2003 wurde Junqueira vom Meisterteam Newman/Haas Racing unter Vertrag genommen. Er ersetzte da Matta, der in die Formel 1 wechselte, und wurde Teamkollege von Sébastien Bourdais, der wie Junqueira Formel-3000-Meister war. Das Team setzte einen Lola ein und verwendete, wie ab dieser Saison alle anderen Teams auch, einen Cosworth-Motor. Bei den ersten zwölf Rennen kam Junqueira nur einmal nicht innerhalb der Top-5 ins Ziel und er erzielte einen Sieg in Elkhart Lake. Zu diesem Zeitpunkt führte er die Meisterschaft vor Paul Tracy an. In den letzten sechs Rennen erzielte er allerdings nur mit einem Sieg in Denver eine weitere Top-5-Platzierung und blieb dreimal ohne Punkte. Am Saisonende unterlag er schließlich Tracy und wurde mit 199 zu 226 Punkten Vizemeister. Bourdais, sein Teamkollege, hatte in der Saison zwar mehr Siege erzielt, mit 159 Punkten blieb er allerdings in der Gesamtwertung hinter Junqueira.
Nachdem der Rennveranstalter CART nach der Saison Konkurs anmelden musste, übernahm die OWRS die Organisation der Rennserie, die ab der Saison 2004 Champ Car World Series hieß. Junqueira und Bourdais blieben bei Newman/Haas Racing und waren in der Saison die bestimmenden Piloten. In den ersten sechs Rennen gewann Bourdais viermal und Junqueira wurde viermal Zweiter. In den letzten sechs Rennen stand Junqueira stets auf dem Podest und gewann in Montreal und Surfers Paradise. In der Fahrerwertung belegte er zum dritten Mal in Folge den zweiten Platz. Mit 341 zu 369 Punkten unterlag er in dieser Saison Bourdais. Die beiden erzielten für Newman/Haas Racing sechs Doppelsiege, wobei nur einmal Junqueira der Gewinner war. Außerdem kehrte Junqueira 2004 nach Indianapolis zurück, wo Newman/Haas als Ein-Mann-Team einmalig einen G-Force-Honda einsetzte. Er qualifizierte sich auf dem vierten Platz und kam in der Führungsrunde auf dem fünften Platz ins Ziel.

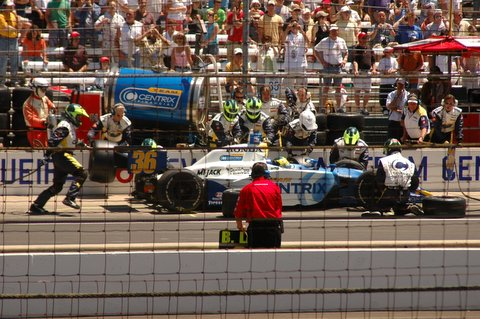
Junqueira vor seinem schweren Unfall beim Indianapolis 500 2005

2005 startete Junqueira mit einem dritten Platz in Long Beach in die Saison. Beim zweiten Rennen in Monterrey gewann er und übernahm die Meisterschaftsführung vor seinem Teamkollegen Bourdais. Anschließend nahm Newman/Haas mit seinen beiden Einsatzpiloten in einem Panoz-Honda am 29. Mai am Indianapolis 500 teil. Im zweiten Renndrittel lag Junqueira auf der sechsten Position und war dabei A. J. Foyt IV, der mehrere Runden Rückstand hatte, zu überrunden. Vor Kurve 2 zog Foyt plötzlich nach innen, wodurch er Junqueira hinten rechts berührte. Junqueira verlor die Kontrolle über sein Fahrzeug und drehte sich in die Mauer. Junqueira verlor bei dem Unfall das Bewusstsein und wurde schwerverletzt ins Krankenhaus eingeliefert. Er hatte sich zwei Rückenwirbel gebrochen und musste notoperiert werden. Junqueira überstand den Unfall ohne eine Querschnittlähmung zu erleiden, musste sich aber länger von den Folgen des Unfalls erholen. Er fiel die gesamte Saison aus und wurde durch Oriol Servià, der hinter Bourdais Vizemeister wurde, vertreten.
Im Dezember 2005 testete Junqueira erstmals wieder in einem Champ-Car und er behielt für die Saison 2006 sein Newman/Haas-Cockpit. Während Bourdais mit sieben Siegen zum dritten Mal den Champ-Car-Titel gewann, waren drei zweite Plätze die besten Resultate von Junqueira. Er schloss die Saison auf dem fünften Platz ab. Zum Saisonende trennten sich Junqueira und Newman/Haas Racing nach vier Saisons.

#### Dale Coyne (2007–2008)
Anfang 2007 nahm Junqueira für das brasilianische Team an drei Veranstaltungen der A1GP teil. Dabei war ein siebter Platz seine beste Position. Anschließend kehrte er in die Champ Car World Series zurück und erhielt bei Dale Coyne Racing ein Cockpit als Teamkollege von Katherine Legge. Der Rennstall war, wie auch in den Vorjahren, permanent unterfinanziert. Dennoch gelang es Junqueira 11-mal in den 14 Rennen eine Top-10-Platzierung zu erzielen. Bei den aufeinander folgenden Rennen in Zolder, Assen und Surfers Paradise erzielte er einen zweiten und zwei dritte Plätze. In der Meisterschaft wurde er mit 233 Punkten Siebter und setzte sich damit teamintern gegen Legge durch, die mit 108 Punkten auf dem 15. Gesamtrang lag.
Anfang 2008 trat Junqueira zu zwei A1GP-Rennwochenenden an. Ein achter Platz war sein bestes Resultat. In der Saison 2008 trat er für Dale Coyne Racing in der IndyCar Series an, da die Champ-Car-Serie denn Rennbetrieb eingestellt und sich der IndyCar Series angeschlossen hatte. Sein Teamkollege wurde der Rookie Mario Moraes. Mit einem sechsten Platz als bestes Ergebnis beendete Junqueira die Saison auf dem 20. Rang. Er lag damit eine Position vor Moraes.

### Einzelne Teilnahmen in verschiedenen Rennserien (seit 2009)
2009 war Junqueira ohne ein permanentes Cockpit. Für Conquest Racing erhielt er die Möglichkeit, am Indianapolis 500 teilzunehmen. Im Gegensatz zum Stammpiloten Alex Tagliani gelang ihm die Qualifikation. Das Team entschied sich darauf, Junqueira, der nicht am Training teilgenommen hatte, vom Rennen zurückzuziehen und den Startplatz Tagliani zu überlassen.
2010 erhielt Junqueira die Möglichkeit für das FAZZT Race Team am Indianapolis 500 zu starten. Wie im Vorjahr war Tagliani sein Teamkollege. Junqueira qualifizierte sich, schied im Rennen allerdings auf dem 32. Platz aus. Darüber hinaus machte er abseits des Formelsports in der Formel Truck, einer brasilianischen Rennserie, Erfahrungen bei Truck-Rennen. Er wurde Gesamtsiebzehnter.
2011 wurde Junqueira für das zweite IndyCar-Cockpit von A. J. Foyt Enterprises für das Indianapolis 500 verpflichtet. Junqueira gelang die Qualifikation auf dem 19. Platz. Wie schon 2009 musste er allerdings auch dieses Mal einem anderen Piloten das Cockpit für das Rennen übergeben. Andretti-Pilot Ryan Hunter-Reay scheiterte im Qualifying und erhielt das Foyt-Auto, das Junqueira qualifiziert hatte. Im Gegensatz zu Junqueira, der ohne Sponsoren ins Cockpit kam, besaß Andretti für Hunter-Reays-Fahrzeug mehrere Sponsoren. Darüber hinaus startete Junqueira in der American Le Mans Series (ALMS) und wurde 26. in der GT-Wertung. Außerdem nahm er an zwei Rennen der Stock Car Brasil sowie dem Brazilian Petrobras de Marcas Cup teil.

## Statistik

### Karrierestationen
| - 1987–1993: Kartsport - 1994: Brasilianische Formel 3 (Platz 4) - 1995: Südamerikanische Formel 3 (Platz 5) - 1996: Südamerikanische Formel 3 (Platz 6) - 1997: Südamerikanische Formel 3 (Meister) - 1998: Formel 3000 (Platz 18) - 1999: Formel 3000 (Platz 5) - 1999: Formel 1 (Testfahrer) - 2000: Formel 3000 (Meister) - 2000: Formel 1 (Testfahrer) | - 2001: CART (Platz 16) - 2001: Indy Racing League (Platz 37) - 2002: CART (Platz 2) - 2002: Indy Racing League (Platz 51) - 2003: CART (Platz 2) - 2004: Champ Car (Platz 2) - 2004: IndyCar Series (Platz 28) - 2005: Champ Car (Platz 19) - 2005: IndyCar Series (Platz 36) - 2006: Champ Car (Platz 5) | - 2007: A1GP - 2007: Champ Car (Platz 7) - 2008: A1GP - 2008: IndyCar Series (Platz 20) - 2009: IndyCar Series - 2010: IndyCar Series (Platz 39) - 2010: Formel Truck (Platz 17) - 2011: IndyCar Series (Platz 47) - 2011: Stock Car Brasil (Platz 29) - 2011: ALMS, GT (Platz 26) |

### Sebring-Ergebnisse
| Jahr | Team                              | Fahrzeug              | Teamkollege              | Teamkollege     | Platzierung | Ausfallgrund     |
| ---- | --------------------------------- | --------------------- | ------------------------ | --------------- | ----------- | ---------------- |
| 2006 | Multimatic Motorsports Team Panoz | Panoz Esperante GT-LM | Gunnar Jeannette         | Tommy Milner    | Ausfall     | Kraftübertragung |
| 2011 | Jaguar RSR                        | Jaguar XKR            | Cristiano da Matta       | Oriol Servià    | Rang 38     |                  |
| 2012 | RSR Racing                        | Oreca FLM09           | Roberto González junior  | Tomy Drissi     | Rang 48     |                  |
| 2013 | RSR Racing                        | Oreca FLM09           | Alex Popow               | Duncan Ende     | Rang 12     |                  |
| 2014 | RSR Racing                        | Oreca FLM09           | David Heinemeier Hansson | Duncan Ende     | Rang 11     |                  |
| 2015 | RSR Racing                        | Oreca FLM09           | Chris Cumming            | Gustavo Menezes | Ausfall     | Defekt           |